# Joseph Wilson Swan
Joseph Wilson Swan (ur. 31 października 1828 w Sunderland, zm. 27 maja 1914 w Warlingham, Surrey) – angielski fizyk, chemik i wynalazca.

## Życiorys
Znany jest powszechnie ze swych prac nad udoskonaleniem żarówki; pierwsze doświadczenia z żarzeniem zwęglonego papieru w szklanej bańce prowadził w roku 1850. Doświadczenia te doprowadziły do opracowania urządzenia, którego funkcjonowanie mógł zademonstrować publicznie i na które uzyskał brytyjski patent w 1860. Przedmiotem patentu było węglowe włókno żarzenia pracujące w częściowo opróżnionej z powietrza bańce. Żarówka skonstruowana w ten sposób miała jednak bardzo niską trwałość ze względu na brak możliwości w tamtych czasach osiągnięcia w niej dostatecznie wysokiej próżni.
W 1875 ulepszył swoje urządzenie, m.in. w ten sposób, że zmniejszył ilość pozostającego w bańce po odpompowaniu tlenu, dzięki czemu udało mu się osiągnąć białe światło bez ryzyka natychmiastowego spalenia się włókna. Niedogodnością była mała oporność pracującego w tej konstrukcji włókna, która zmuszała do wykorzystywania źródeł prądu o dużej wydajności prądowej oraz grubych miedzianych przewodów. Pomimo tych niedostatków opatentował swoją żarówkę w 1878, a po publicznym przedstawieniu tego wynalazku w lutym następnego roku podczas wykładu w Newcastle Chemical Society w Newcastle, rozpoczęło się instalowanie lamp Swana w angielskich domach. W 1880 Swan zademonstrował swój wynalazek na wielkiej wystawie w Newcastle, a w 1881 utworzył firmę The Swan Electric Light Company zajmującą się komercyjnie produkcją i sprzedażą żarówek jego konstrukcji.
Thomas Alva Edison skopiował, a następnie ulepszył wynalazek Swana i opatentował go rok po nim (w 1879) w USA. Prowadził w Ameryce skuteczną kampanię reklamową swojej wersji żarówki, przemilczając udział Swana w jej opracowaniu. Wkrótce obaj wynalazcy doszli do porozumienia: Swan zachował swoje prawa do dystrybucji swoich żarówek w Zjednoczonym Królestwie bez ryzyka konkurencji na tym terenie ze strony Edisona, natomiast Edison mógł swobodnie sprzedawać swój produkt w USA. W 1883 stworzyli wspólne przedsiębiorstwo pod nazwą Edison & Swan United Electric Light Company (znane również pod skróconą nazwą "Ediswan"), sprzedające żarówki z celulozowym włóknem żarzenia opracowanym przez Swana w 1881.